# Lempert László
Lempert László (Budapest, 1952. június 4. –) magyar-amerikai matematikus.
Többváltozós komplex függvénytannal, annak mind analitikus, mind geometriai aspektusával foglalkozik. Bebizonyította, hogy konvex tartományokon a Carathéodory- és a Kobayashi-távolság egybeesik. Fontos eredményt ért el a komplex Monge-Ampère-egyenlettel kapcsolatban.
1968-ban Moszkvában és 1969-ben Bukarestben a Radnóti Miklós Gimnázium II., majd III. osztályos diákjaként egyaránt 4. helyezést ért el a Nemzetközi Matematikai Diákolimpián.
1977–1988 között az ELTE oktatója volt. 1984-ben kandidátusi fokoztatot szerzett. 1988 óta a Purdue Egyetem tanára.

## Elismerések
- Grünwald Géza-díj (1981)
- Alexits György-díj (1985)
- az 1986-os Nemzetközi Matematikai Kongresszus meghívott előadója
- Stefan Bergman Prize (2001)
- a Magyar Tudományos Akadémia külső tagja (2004)

## További információ
- Magyar Tudomány, 2000. május - EPA